# Дарне
Дарне́ (фр. Darnets, окс. Darnet) — коммуна во Франции, находится в регионе Лимузен. Департамент — Коррез. Входит в состав кантона Меймак. Округ коммуны — Юссель.
Код INSEE коммуны — 19070.
Коммуна расположена приблизительно в 390 км к югу от Парижа, в 85 км юго-восточнее Лиможа, в 33 км к северо-востоку от Тюля.

## Население
Население коммуны на 2008 год составляло 344 человека.
| 1962 | 1968 | 1975 | 1982 | 1990 | 1999 | 2008 |
| ---- | ---- | ---- | ---- | ---- | ---- | ---- |
| 275  | 283  | 279  | 321  | 304  | 341  | 344  |

## Администрация
| Период | Период | Фамилия           | Партия | Примечания |
| ------ | ------ | ----------------- | ------ | ---------- |
| 1947   | 1989   | Анри Контенсуза   |        |            |
| 1989   | 2004   | Ален Брет         |        |            |
| 2004   | 2010   | Филипп Россиньоль |        |            |
| 2010   |        | Валентен Кордеро  |        |            |

## Экономика
В 2007 году среди 210 человек в трудоспособном возрасте (15-64 лет) 160 были экономически активными, 50 — неактивными (показатель активности — 76,2 %, в 1999 году было 75,8 %). Из 160 активных работали 152 человека (84 мужчины и 68 женщин), безработных было 8 (2 мужчин и 6 женщин). Среди 50 неактивных 13 человек были учениками или студентами, 18 — пенсионерами, 19 были неактивными по другим причинам.

## Достопримечательности
- Средневековое придорожное распятие. Памятник истории с 1927 года[3]
- Церковь Сен-Морис и крест на кладбище (XII век). Памятник истории с 1923 года[4]
- Замок Льётре (XV век). Памятник истории с 1969 года[5]
- Замок Фонмартен (XV век)

## Фотогалерея

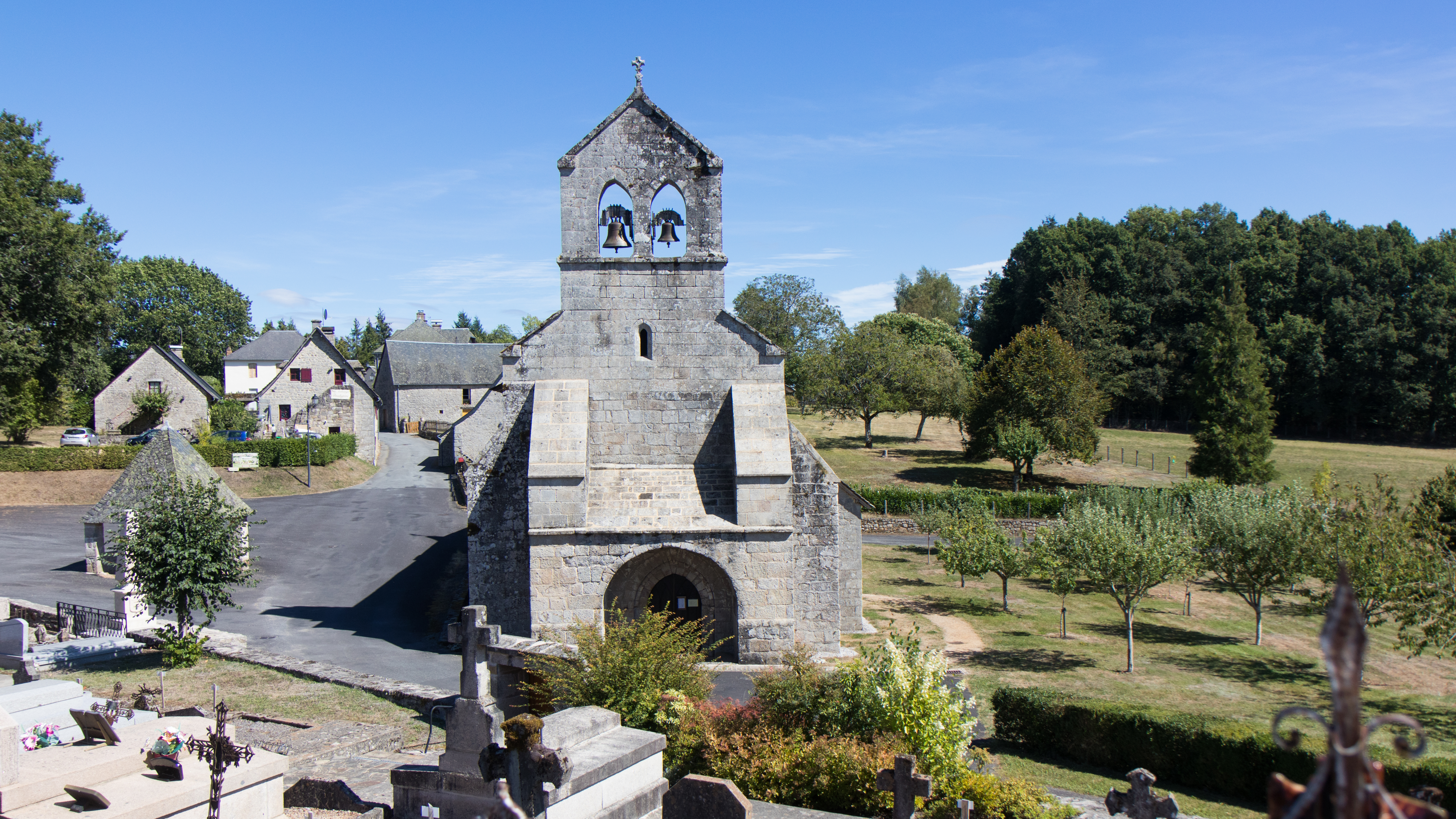
Церковь Сен-Морис
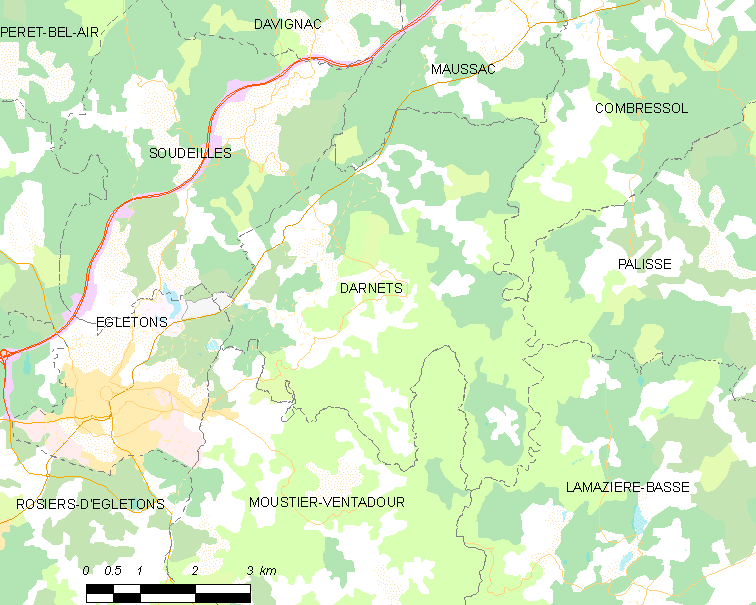
Карта коммуны